# نذير توريكولوف
نذير توريكولوف ( 1892 ، قوقند ، مقاطعة فرغانة - 3 أكتوبر 1937 ، موسكو ) رجل دولة ودبلوماسي وكان مبعوث الاتحاد السوفيتي إلى المملكة العربية السعودية (1928-1936)، كان ناشر وعالم لغويات.

## حياته
"ولد توريكولوف في عائلة تجار ثرية. وكان شقيقه، قادر تيورياكولوفيتش توريكولوف، اقتصاديًا سوفياتيًا ومديرًا لوسائل الإنتاج. درس توريكولوف في مدرسة دينية ومن 1914 إلى 1916 في معهد موسكو للتجارة، وهو المعهد السابق لجامعة بليخانوف الاقتصادية الروسية. عمل في البداية في Semstvobund على الجبهة الغربية الروسية ثم في منطقة تورغاي.
في عام 1917، انضم تيورياكولوف إلى الثوريين الاجتماعيين وتم انتخابه رئيسًا في قوقند في عام 1918. في سبتمبر من نفس العام، انضم إلى البلشفيك وتم تجنيده في الجيش الأحمر. خدم في الفترة من 1918 إلى 1919 كأمين للجنة الثورية في Qoʻqon ومفوض للتعليم. في عام 1920، كان محررًا لصحيفة "طشقند" التي صدرت في طشقند وهي الجهاز الرسمي للمكتب الإسلامي الإقليمي.
من عام 1920 إلى 1921، كان توريكولوف وزيرًا للتعليم في تركستان، ومن 19 يوليو إلى 22 أكتوبر 1920، شغل منصب رئيس مجلس تركستان. من سبتمبر إلى نوفمبر 1921، كان الأمين التنفيذي للجنة المركزية للحزب الشيوعي في تركستان، وكذلك عضوًا في المكتب الآسيوي للحزب الشيوعي للاتحاد السوفيتي. من عام 1920 إلى 1922، كان عضوًا في حكومة تركستان، ومن 26 نوفمبر 1920 إلى 19 مايو 1922، كان عضوًا في المجلس العسكري الثوري لتركستان.
من مايو 1921 إلى يونيو 1922، شغل منصب رئيس مجلس الانتخابات في تركستان، وفي عام 1922، كان عضوًا في مجلس المكتب الآسيوي المركزي للحزب الشيوعي السوفيتي. من عام 1922 إلى 1923، أكمل دراسته في معهد موسكو للتجارة وحصل على دبلوم. من عام 1922 إلى 1928، شغل منصب رئيس المجلس المركزي للنشر الحكومي للشرق، (تسنتريزدات)، وكان عضوًا في الرئاسة لمعهد الشرق العلمي للاتحاد السوفيتي (Orientinstitut). من عام 1923 إلى 1928، عمل على ترويمة اللغة الكتابية التتارية وقدم مسودة لترويمة جناليف (أبجدية التتار). وتم مناقشتها في المؤتمر الشرقي السوفيتي الأول للتركولوجيين في باكو عام 1926.

## دبلوماسي

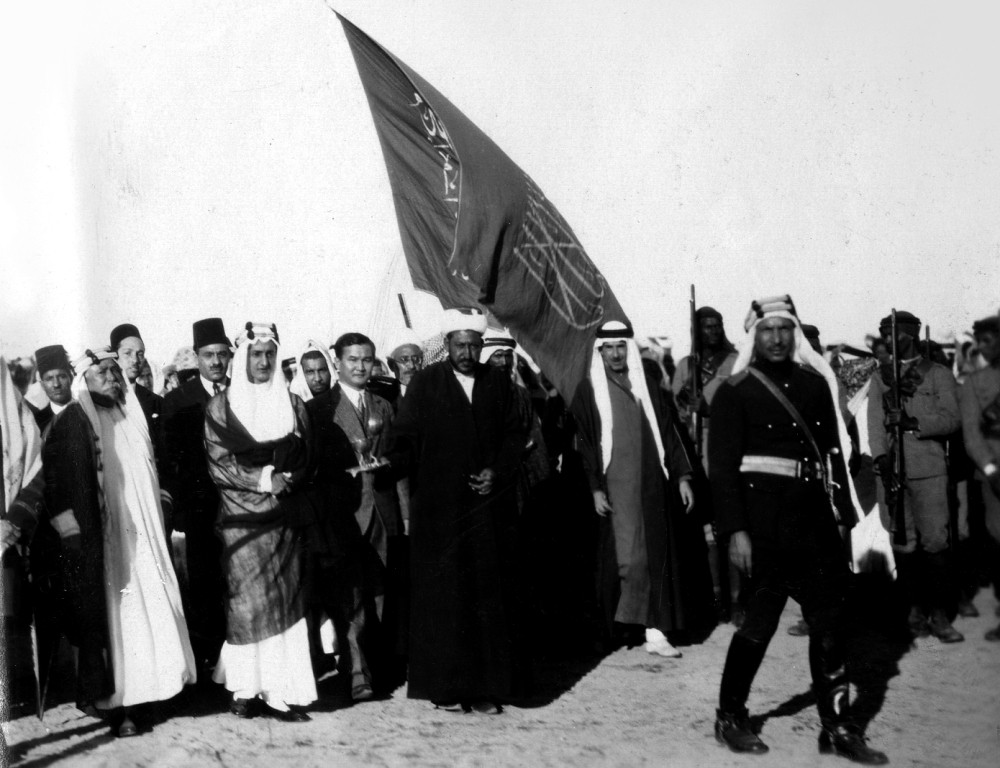
فيصل بن عبدالعزيز ونذير توريكولوف عام 1929 في جدة

في عام 1926، ضم الملك عبد العزيز بن سعود منطقة الحجاز وتوحدت مع نجد في دولة واحدة، وأسسوا المملكة السعودية في 23 سبتمبر 1932. وقد اعترفت حكومة الاتحاد السوفيتي، برئاسة ألكسي إيفانوفيتش ريكوف، بدولة عبد العزيز بن سعود على الفور من خلال كريم حكيموف. في عام 1927، أضطرت بريطانيا للانسحاب من المنطقة التي احتلتها على طول الساحل الغربي للجزيرة العربية من الإمبراطورية العثمانية خلال الحرب العالمية الأولى، والتي كانت تعرف بالحماية البريطانية للجزيرة العربية، بطلب من عبد العزيزال سعود . وفي عام 1928، انضم تيورياكولوف إلى الشؤون الخارجية في الحكومة الشعبية التي يرأسها جورجي فاسيليفتش تشيتشيرين، وفي يوليو، تم تعيينه قنصل عام في المملكة العربية السعودية .

## نشاط نذير توريكولوف في السعودية
في العشرينيات والثلاثينيات من القرن العشرين، قام توريكولوف بالجهود الدبلوماسية بين الاتحاد السوفيتي والمملكة العربية السعودية.
كان توريكولوف صديقًا قريبًا من العائلة الحاكمة السعودية. في هذا السياق، لعبت معرفته الجيدة بركائز الإسلام وعدم تخليه عن معتقداته الدينية دورًا مهمًا في تلقيه الاحترام في المملكة العربية السعودية وتقديره. ونتيجة لجهوده الدبلوماسية، تحسنت العلاقات التجارية والاقتصادية بين الاتحاد السوفيتي والمملكة العربية السعودية بشكل كبير.كانت السفارة الأجنبية التابعة للاتحاد السوفيتي، كان توريكولوف من بين الدبلوماسيين الأجانب الذين تم تعيينهم في أعلى مواقع الصفوف السعودية. في عام 1930، تم تعيين توريكولوف رئيسًا للسلك الدبلوماسي في جدة.
في رسالته المرسلة في 16 أبريل 1930، كتب توريكولوف إلى وزير الشؤون الخارجية الشعبي ماكسيم ليتفينوف، معربًا عن احترامه الخاص للاتحاد السوفيتي.

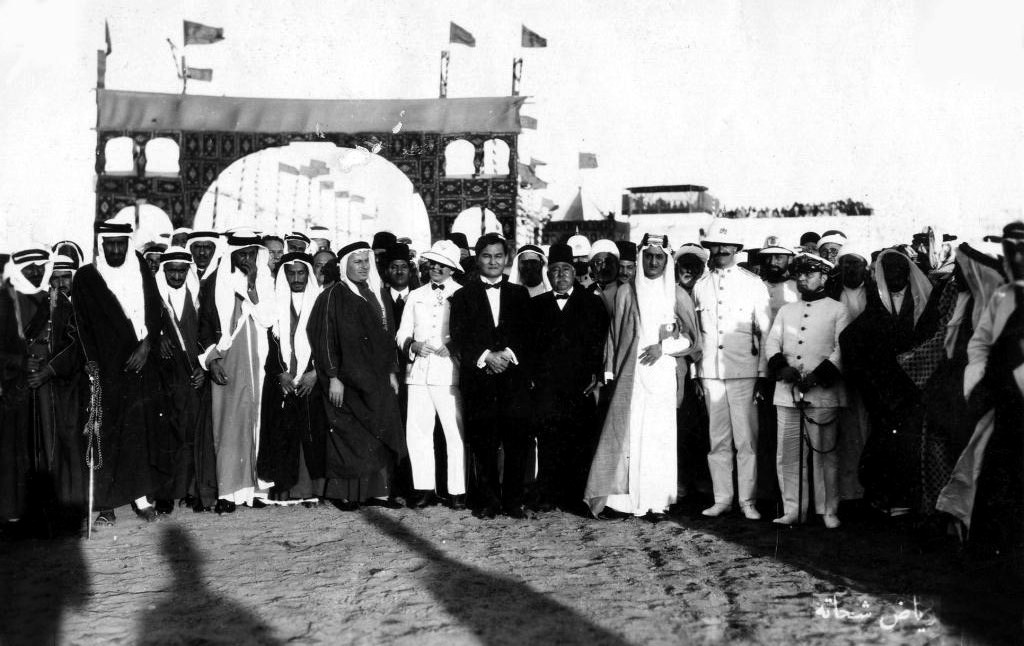
الملك فيصل مع مجموعة دبلوماسيين ويتوسطهم نذير توريكولوف في جدة

في الاحتفالات الرسمية التي نظمها حاكم السعودية، تم تصنيف توراقولوف كأول دبلوماسي أجنبي في الجناح الأمامي للصفوف. في مايو 1932، قام الأمير فيصل بن عبد العزيز آل سعود بزيارة لمدة يومين إلى الاتحاد السوفيتي بجهود توريكولوف ، والذي حكم المملكة العربية السعودية من عام 1964 حتى وفاته في عام 1975.
في عام 1932، وقع توريكولوف "اتفاقية البنزين"، والتي كانت أول اتفاقية لتوريد 100،000 برميل من البنزين والكيروسين إلى المملكة العربية السعودية من قبل الاتحاد السوفيتي. وفي المنافسة بين الاتحاد السوفيتي وشركات النفط الأمريكية والبريطانية، فاز الاتحاد السوفيتي.
بعد عام، في عام 1933، تم إلغاء النظام الاستثنائي الحمائي الصارم الذي كان يحمي كل التجارة السوفيتية في المملكة العربية السعودية. وتم الاتفاق على التعاون الثنائي للحفاظ على الصحة والثقافة والتكنولوجيا. ونجح الدبلوماسي السوفيتي في إنهاء سنوات طويلة من العزلة فيما يتعلق بتجارة الاتحاد السوفيتي مع المملكة العربية السعودية، بعد التوقيع على اتفاقية بين شركة "فوستغوستورغ" التجارية السوفيتية ووزارة المالية السعودية في عام 1935، والتي كانت تتضمن توريد المنتجات السوفيتية الى المملكة العربية السعودية كقرض.

## الاستدعاء والإعدام
في عام 1936، دُعي توريكولوف إلى موسكو وتم تعيين كريم حكيموف بدلاً منه كسفير الاتحاد السوفيتي في المملكة العربية السعودية. في عام 1936، عمل توريكولوف في معهد اللغة والكتابة الشرقية بموسكو (المجلس المركزي للاتحاد السوفيتي لمعهد اللغة والكتابة) لمدة عام.
في هذا الوقت، بدأ رئيس NKVD نيكولاي ييجوف حملة الإرهاب الحمراء في الاتحاد السوفيتي. تم احتجاز العديد من الأشخاص يوميًا وإرسالهم إلى السجون لفترات طويلة أو إعدامهم.
في 15 يوليو 1937، تم احتجاز توريكولوف واتهم بالترويج للقومية الإسلامية والقومية التركية ومعاداة الشعب السوفيتي. بعد ثلاثة أشهر من الاحتجاز، تم اعتبار توريكولوف مذنبًا بالمادتين 58-1 و 58-8 و 58-11 من قانون الجرائم الخاص بجمهورية الاتحاد الاشتراكي الفيدرالي الروسي، وتم إدانته واعدم رميا بالرصاص. وفي ذلك الوقت، كان عمره 45 عامًا.

## قطع العلاقات الدبلوماسية بين المملكة العربية السعودية والاتحاد السوفيتي
أفادت الأنباء الواسعة النطاق أن توريكولوف قد توفي، ونقل الخبر إلى العاهل السعودي عبد العزيز آل سعود الذي أبدى احترامه الشديد لتوريكولوف. وأفاد الملك عبد العزيز آل سعود لسفير الاتحاد السوفيتي في المملكة العربية السعودية، كريم حكيموف، بأنه لا يرغب في رؤية أي من الوفود الدبلوماسية الأخرى لحكومة الاتحاد السوفيتي في بلاده. ومنذ ذلك الحين، توقفت العلاقات بين البلدين.
وفي مارس 1938، تم اكتشاف حقول نفط كبيرة في المملكة العربية السعودية، التي أسست أساسًا لتطور الاقتصاد السعودي في القرنين العشرين والحادي والعشرين. ومنذ ذلك الحين، حاولت الحكومة السوفيتية استعادة العلاقات الودية مع هذا البلد بأي طريقة ممكنة لكن لم تنجح .ورفض الملك عبدالعزيز استقبال اي بعثة من حكومة ستالين. وفي 11 سبتمبر 1938 غادر أعضاء البعثة السوفيتية المملكة العربية السعودية.

## البراءة
بعد وفاة ستالين عام 1953 تمت تبرئة جميع أولئك الذين تعرضوا للظلم والإعدام ومن ضمنهم كان توريكولوف في عام 1990 تم العثور على مقبرة توريكولوف ضمن مقبرة جماعية تسمى "كوموناركا" في موسكو ضمت ضحايا القمع السياسي والذين قدر عددهم ب 6500 شخص.
كان نذير توريكولوف يعرف اللغات الكازاخية والأوزبكية والتتارية والتركية وكذلك الروسية والعربية والفارسية والفرنسية والألمانية.
في عام 2006 ، بمبادرة من وزير خارجية المملكة العربية السعودية ، سعود الفيصل ، تمت ترجمة كتاب السيرة الذاتية للكاتب منصوروف إلى اللغة العربية ونشره في 10000 نسخة في المملكة العربية السعودية.